# Мелини
Мелѝни (на гръцки: Μελίνη) е село в Кипър, окръг Ларнака. Според статистическата служба на Република Кипър през 2001 г. селото има 57 жители.
Намира се на 4 km западно от Ора.